# Koszmosz–585
Koszmosz–585 (oroszul: Космос 585) Koszmosz műhold, a szovjet műszeres műhold-sorozat tagja, geodéziai műhold.

## Küldetés
A Szfera program szerinti feladata a Föld geofizikai paramétereinek nagy pontossággal (3-6 ívmásodperc) történő meghatározása. Méréseivel rögzítették a kontinensek egymástól való távolságát, feltárták a geofizikai jellegű fizikai jelenségeket.

## Jellemzői
Tervezte a Szövetségi Kozmikus Mérnöki Akadémia (Всесоюзная инженерно-космическая Краснознаменная академия им. А. Ф. Можайского). Gyártotta az OKB–586 (OKB Juzsnoje; ma: Pivdenne) Dnyipropetrovszk (oroszul: Днепропетровск), Ukrajnában. Üzemeltetője a Honvédelmi Minisztérium (Министерство обороны–MO).
Megnevezései: COSPAR:1973-064A; GRAU-kód: 11F621; kódszáma: 6825.
1973. szeptember 8-án a Pleszeck űrrepülőtérről, az LC–132/2 (LC–Launch Complex) jelű indítóállványról  egy Koszmosz–3M (11K65M) típusú hordozórakétával juttatták alacsony Föld körüli pályára (LEO = Low-Earth Orbit). Az orbitális egység pályája 113,63 perces, 73,99 fokos hajlásszögű, elliptikus pálya perigeuma 1368 kilométer, apogeuma 1406 kilométer volt.
A sorozat felépítését, szerkezetét, alapvető fedélzeti rendszereit tekintve egységesített, szabványosított űreszköz. Nincs navigációs meghajtórendszere. Tájolása alkalmazkodik a Föld mágneses-gravitációs törvényszerűségéhez. Szolgálati idejét 6 hónapra tervezték. Tömege 750 kilogramm. A hengeres test átmérője 1,2–2, magassága 1,8–2,1 méter. Termosztatikus (fűtés, hűtés) hőmérséklet-szabályzóval ellátott. Telemetriai rendszerének működését antennák beépítésével segítették. Az űreszköz felületét napelemek borították, éjszakai (földárnyék) energia-ellátását újratölthető nikkel-kadmium akkumulátorok biztosították.